# François Chassagnite
 (mars 2022).
Si vous disposez d'ouvrages ou d'articles de référence ou si vous connaissez des sites web de qualité traitant du thème abordé ici, merci de compléter l'article en donnant les références utiles à sa vérifiabilité et en les liant à la section « Notes et références ».
François Chassagnite, né le 21 juin 1955 à Ussel  et mort à Nice  le 8 avril 2011,, est un trompettiste de jazz.

## Biographie
Il commence le cornet à l'âge de 11 ans au Prytanée national militaire de La Flèche où il se découvre une passion pour le jazz et poursuit des études vétérinaires à l'École nationale vétérinaire d'Alfort. Il soutient sa thèse en 1982 mais, après six mois de pratique vétérinaire, il décide de se consacrer uniquement au jazz. Il joue en amateur depuis 1976 mais c'est en 1983, à l'âge de 28 ans, qu'il entame une carrière de trompettiste de jazz professionnel. Il est repéré parmi la jeune génération de trompettistes par Chet Baker (Jazz Hot novembre 1983, interview par Jérôme Reese). Il fait partie en 1986 du premier Orchestre national de jazz dirigé par François Jeanneau, et il rejoint en 1987 le Big Band Lumière de Laurent Cugny qui part en tournée avec Gil Evans. Il est également un spécialiste des petites percussions africaines « kess-kess » qu'il utilise souvent dans ses concerts. Un article lui est consacré par Yves Lucas dans Le Nouveau Dictionnaire du Jazz chez Robert Laffont, collection Bouquins, éditions 1988, 1994, et 2011.
François Chassagnite a enregistré en tout sept disques en tant que leader. En 2006 il enregistre pour la première fois en tant que chanteur/trompettiste en hommage à Chet Baker. Son dernier disque, Chat Ssagnite, enregistré en juin 2010 au Studio 26 d'Antibes, reprend ses standards préférés. Il est nommé professeur de la classe de trompette jazz du conservatoire national de musique de Nice en 1997, enseigne également au conservatoire à rayonnement départemental de Cannes, au conservatoire à rayonnement communal de Cagnes-sur-Mer, et tient la classe de trompette des stages de jazz d'été de Vauvert, Lisieux et Marciac (2000-2009). Son ultime enregistrement a été avec le Nice Jazz Orchestra de Pierre Bertrand sur le disque Festival sorti en 2011.
Le 7 avril 2011, il jouait en club au Sezamo de Nice avec la chanteuse américaine Denia Ridley et le saxophoniste Sébastien Chaumont. Il s'est éteint dans la nuit.

## Discographie

### Leader
- 1989: Samya Cynthia - Chassagnite Quartet (Arnaud Matteï (p), Jean Bardy (b), Oliver Johnson (d)), Label La Lichère réédité en 2011 par Frémeaux & Associés, Studio Acousti, Paris
- 1995: Chazzéologie - Chassagnite Quintet (Guillaume Naturel (ts), Arnaud Matteï (p), Christophe Le Van (b), Jean-Pierre Arnaud (d)), Instant Présent, Studio Ferber, Paris
- 1996: Savane - Chassagnite Sextet "Sorgho" (Arnaud Matteï (p), Eric Daniel (g), Christophe Le Van (b), Jean-Pierre Arnaud (d), Abdou Mboup (perc)), Label Pavillon, CCAS, Touvres
- 1998: Kess Kess - Chassagnite Quintet "Sorgho" (Tiacob Sadia (d), Eric Vincenot (b), Eric Daniel (g), Arnaud Matteï (p)), Label Pavillon/Quoi de neuf Docteur
- 2000: Un Poco Loco - Chassagnite Quartet (Frédéric d'Oelsnitz (p), Fabrice Bistoni (b), Yoann Serra (d)), TCB-The Montreux Jazz Label, Studio 26, Antibes
- 2006: Jubilation, Tribute to Chet Baker - Chassagnite Trio (Olivier Giraudo (g), Pascal Masson (b)), TCB-The Montreux Jazz Label, Studio de Laghet, Laghet
- 2012: Chat Ssagnite - Chassagnite Quartet (Sylvain Romano (b), Jean-Pierre Arnaud (d), Jean-Paul Florens ou Michel Perez ou Olivier Giraudo (g)), enregistré en juin 2010, Frémeaux & Associés, Studio 26, Antibes
- 2017: Bird Feathers - Olivier Giraudo & François Chassagnite Quartet (Olivier Giraudo (g) Luigi Trussardi (b), Charles Bellonzi (d)), enregistré en novembre 2009, Imago records, Socadisc, Studio des Flots Bleus, Prunay en Yvelines

### Sideman

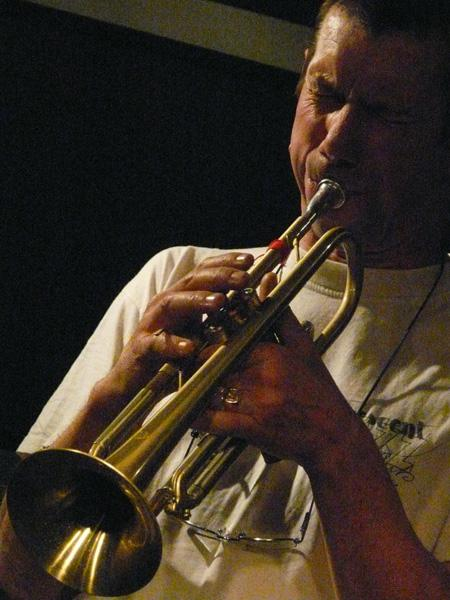
François Chassagnite

- 1983: Live in Paris - Antoine Hervé Big Band, Philoé Music, enregistrement public Radio France
- 1983: Coketales - Orchestre Laurent Cokelaere, Caravage Productions, Studio Hérisson, Mulhouse
- 1984: Torride - Jean-Loup Longnon Big Band, 52e rue Est
- 1985: Bob 13 - Antoine Hervé, Mediartis/Flat & Sharp, enregistrement public Théâtre Dunois, Paris
- 1985: Lightnin' - Andy Emler Quartet (Andy Emler (p), Marc Ducret (g), Philippe Talet (b), François Verly (d)), Philoé Music, Studio Ramses, Paris
- 1986: SOS 5 - SOS Quintet (Marc Ducret (g), Denis Leloup (tb), Marc Michel (b), Umberto Pagnini (d)), IDA records, Studio Gimmick, Yerres
- 1986: ONJ 1986 - François Jeanneau, Label Bleu, Studio Charles Cros, Amiens
- 1986: My Swing Is Still Alive - Gérard Badini Super Swing Machine, Arpej/Selmer, Studio Grand Pavois, Montigny-le-Bretonneux
- 1986: L'Orchestre national de jazz - Jazz Bühne Berlin 86 , Amiga Jazz, Berlin DDR, enregistrement public au Friedrichstadtpalast, Berlin
- 1987: Brass Création - Le Concert Arban, (Orchestre "Ephémère"), Arion, Studio Davout, Paris
- 1987: Rhythm-A-Ning - Big Band Lumière Laurent Cugny/Gil Evans, Emarcy, Studio Acousti, Paris
- 1987: En Vacances Au Soleil - La Bande à Badault, (Denis Badault (p)), Label Bleu, enregistrement public Théâtre Dunois, Paris
- 1988: Pandemonium - François Jeanneau, Carlyne Music, Théâtre Dunois, Paris
- 1989: Regards Sur Vian - Magali Noël, (Richard Pizzorno (p), Jean-Philippe Viret (b), Guillaume Naturel (ts), Michel Julien (d)) enregistrement Théâtre de Beausobre, Suisse, BUDA Records
- 1989: Hommage à Christian Garros - Big Band de Rouen, Vogue, enregistrement public Théâtre des 2 rives, Rouen
- 1989: Golden Hair - Big Band Lumière Laurent Cugny/Gil Evans, Emarcy/Universal, Studio Acousti, Paris
- 1990: Kamala - Arnaud Matteï Nonet, Label La Lichère, enregistrement public Studio 105 Radio France
- 1991: Gérard Gustin Onztet - Gérard Gustin, Label JSL, enregistrement public Jazz Club Lionel Hampton, Paris
- 1991: Lesotho - Richard Calleja Quartet (Richard Calleja (ts), Philippe Yvron (p), Jean-Louis Escalle (d), Michel Altier (b)), Jazz à Labouheyre, Studio Condorcet, Toulouse
- 1995: Plays Monk  - Epistrophy Quartet (Gilbert "Bibi" Rovere (b), Fred d'Oelsnitz (p), Bernard Weidmann (d)), Tribal Production, Studio Tribal, Cannes
- 1996: Traverses - Gilles Fabre Quintet (Gilles Godefroy (p), Bernard Cochin (b), Stéphane Foucher (d), Gilles Fabre (ts, as, ss)), Association "Collectif" Champ libre, studio Accès Digital, Rouen
- 1997: Clins d'Œil - Pierre Girot (Pierre Girot (g), Jean-Charles Capon (cello), Gilbert "Bibi" Rovere (b), Jean-Claude Jouy (d)), Label Nuit, Studio Eibon Prod, Brive
- 1998: Esmak? - Stéphane Bertrand, Night&Day, Studio Hémisphère Sud, Nice
- 2000: Douceur Lunaire - Jean-Marc Jafet, RDC Records, Studio 26, Antibes
- 2000: Clandestin  - Stéphane Bertrand, Night&Day Studio Hémisphère Sud, Nice
- 2001: Black Suite - Philippe Festou Grand 8, Night & Day, Studio 26, Antibes
- 2002: Vive Les Jongleurs - Jean-Philippe Muvien (Jean-Philippe Muvien (g), Jean-Marc Jafet (b), Yoann Serra (d)), Cristal Records, Studio 26, Antibes
- 2004: Urban Adventures - Emanuele Cisi (Emanuele Cisi (ts), Paolo Birro (p), Simone Monnanni (b), Yohann Serra (d)), Label Elabeth, Studio 26, Antibes
- 2004: Storias - Michel Perez Sextet (Michel Perez (g), André Ceccarelli (d), Sylvain Beuf (ts), Nico Morelli (p), Vincent Artaud (b)), Notes Croisées, Studio 26, Antibes
- 2004: Sax Paris Jazz Joue Charlie Parker - Sax Paris Jazz (Pascal Thouvenin (as)), Label SPJ, Studio Cordyboy, Chérisy
- 2004: Naima - Linus Ollson Sextet (Linus Ollson (g), Yona Yacoub (as), Fred Luzignant (tb), Kevin Tardevet (b), Jean-Luc Veran (d)), Monaco Jazz Chorus, Studio Lakanal, Montpellier
- 2005: Chronologie - Un Des Sens, Termites Production, Studio Boombox, Nice
- 2005: Rosco Il Est Content Et Cie - Rosco il est Content - Label Imago records
- 2006: Symphojazz Orchestra - Jean-Manuel Jimenez, Orchestre du conservatoire de Cannes, Studio 26, Antibes
- 2008: 3 Secrets - Sashird Lao, Label Imago records, Studio du Théâtre Lino Ventura, Nice
- 2008: Invitations - Marc Perez Quartet and Friends, Mosaic Music, Studio Clair et Net, Decazeville
- 2008: 10 - Corou de Berra, direction Michel Bianco, CDB Productions, Studio Acoustic Ladyland, Berre-les-Alpes
- 2009: Bleu Nuit - Sarah Eden, Label Beamlight, Studio de Meudon, Meudon, Studio Palmito, Nice
- 2010: I Feel So Good - Virginie Teychené (Virginie Teychené (vocal), Stéphane Bernard (p), Gérard Maurin (b), Jean-Pierre Arnaud (d)), Label Altrisuoni, Studio Siboni, La Seyne-sur-Mer
- 2010: Canta Ti Passa - Corou de Berra, direction Michel Bianco, CDB Productions, Studio Acoustic Ladyland, Berre-les-Alpes
- 2011: Good Morning Billie - Behia (Behia (vocal), Francis Lockwood (p), Jérôme-Auguste Charlery (b), Frédéric Sicart (d)), Behia Jazz
- 2011: Festival - Nice Jazz Orchestra Pierre Bertrand, Cristal Records, Studio 26, Antibes, Studio Alhambra-Colbert, Rochefort

### Compilations
- 2009: A La Costa Sud, Edizioni Musicali Curci
- 2011: Montecarlo - Life Night & Day, h.squared / Halidon